# Первые Олимпийские игры роботов-андроидов 2010
Первые Олимпийские игры роботов-андроидов 2010 (англ. International Humanoid Robot Olympic Games 2010) — это первая в истории Олимпийская игра, где участие принимают только человекоподобные роботы. Соревнования прошли с 21 по 23 июня в Китае.
Роботы разных стран соревнуются между собой в разных спортивных дисциплинах от футбола до бокса и битья по барабанам. Участвующие роботы-андроиды делятся на три класса — полностью автономные, полуавтономные и с дистанционным управлением. Каждый тип класса роботов соревнуется только с таким же классом (например: автономный робот с автономным, и т.д). Размеры роботов-участников от 20 см до полуметра.
На первом месте по хорошим результатам у роботов-андроидов — гимнастика, далее идут танцы и трюки. На середине у роботов-игроков оказался футбол и лёгкая атлетика. Хуже всего пока дело обстоит с боксом — роботы в этом направлении пока ещё достаточно вялы и не удивляют зрителей.
Вот что говорит студент пекинского института машиностроения Ли Цзяньао о роботах-участниках в этих соревнованиях:

Роботы стали больше походить на человека. И не только внешне, они способны оценивать обстановку, видеть препятствия и обходить их. Их движения стали более раскованными. Налицо серьёзный прогресс.

В будущем, как надеется Чжан Хунфэн, роботы станут больше, чем просто роботы, они смогут легко соревноваться с человеком и даже обыгрывать его, однако, как заметил Чжан Хунфэн, чтобы такое будущее быстрее наступило, человек должен вложить все свои усилия в создание роботов.